# Icapuí
Icapuí è un comune del Brasile nello Stato del Ceará, parte della mesoregione di Jaguaribe e della microregione di Litoral de Aracati.